# Ernst von Weizsäcker
Il barone Ernst Heinrich Freiherr von Weizsäcker (Stoccarda, 25 maggio 1882 – Lindau, 4 agosto 1951) è stato un diplomatico tedesco.

## Biografia

### La famiglia d'origine
Ernst apparteneva ad una delle più ricche e antiche famiglie nobili del Württemberg: per parte di madre discendeva direttamente da Johann Konrad Varnbüller, vissuto nel XVII secolo e discendente di un casato principesco burgundo. Il fratello di suo padre aveva inoltre sposato la figlia maggiore di Hans Wolfgang Capler von Oedheim genannt Bautz. Suo padre, il barone Karl von Weizsäcker, era succeduto a Julius von Soden quale Primo Ministro del Regno di Württemberg, e in seconde nozze aveva sposato la minore delle figlie del principe Rudolf von Cröy e della sua seconda moglie, la principessa Natalia di Ligne, pronipote del celebre principe Charles Joseph de Ligne.

### I primi anni
Il giovane barone fu largamente dotato dall'imperatore Guglielmo II di Germania, praticamente un amico di famiglia, che dispose studiasse per divenire ufficiale nella Kaiserliche Marine; Ernst studiò alla prestigiosa accademia navale di Wismar, uscendone guardiamarina. In questi primi anni di servizio in marina conobbe il futuro pubblicista Werner von Rheinbaben, con il quale si unì in una solida amicizia destinata a perdurare nel tempo; viaggiò molto, conoscendo il Giappone, la Birmania, l'Indonesia, il Siam e le sponde della Siberia orientale. Presentato al principe Adalberto di Prussia, figlio del Kaiser Guglielmo II, questi lo prese a ben volere e lo volle nel suo stato maggiore (del quale faceva parte anche il barone von Rheinbaben) e lo promosse tenente di vascello.
Dal 1908 poté alzare la bandiera di capitano di fregata sulla nave SMS Hannover e poi sulla SMS Deutschland, entrando però dal 1912 nel Ministero della Marina a Berlino. Durante la prima guerra mondiale comandò la fregata SMS Markgraf e, facendo parte della flottiglia dell'ammiraglio Scheer, partecipò alla Battaglia dello Jutland sulla nave SMS Friedrich der Große, durante la quale fu ferito da una scheggia a seguito di un'esplosione sulla propria nave. Tornato in Germania venne curato all'ospedale militare di Lubecca, per poi essere dimesso dal servizio attivo. Fu successivamente addetto militare tedesco a Copenaghen.

### La carriera diplomatica
Conclusasi la prima guerra mondiale ebbe modo di studiare diritto internazionale all'Università di Stoccarda superando l'esame con il massimo dei voti, e laureandosi inoltre in teologia a Tubinga. Decise quindi di intraprendere la carriera diplomatica, divenendo nel 1921 console tedesco a Basilea, mentre dal 1924 fu console a Copenaghen. Frequentando un corso specializzato di storia, economia e cultura nordiche e anglosassoni si mise in vista come rappresentante diplomatico nei Paesi nordici, ricoprendo infatti per due volte l'incarico di chargé d'affaires a Oslo.
Diventato un personaggio in vista nella gerarchia diplomatica tedesca, intraprese anche la carriera politica, sostenendo il regime conservatore di Paul von Hindenburg e poi di Kurt von Schleicher, legandosi successivamente a von Neurath, altro svevo, e quindi alla causa nazista. Pur non avendo vere e proprie convinzioni politiche, sebbene di estrazione conservatrice, si iscrisse al Partito Nazionalsocialista dei Lavoratori Tedeschi solo nel tardo 1936, quando era ormai obbligatorio.

### Al servizio e contro il Regime
Nel 1937 ottenne il posto di direttore della sezione contatti esteri al ministero degli esteri e più tardi fu segretario di Stato per gli esteri, e cercò di proteggere invano la Germania dalla guerra, specialmente contro la Russia. Il barone partecipò in qualità di segretario alla Conferenza di Monaco, e fu allora, quando divenne evidente il pretesto di una nuova guerra mondiale, possibilmente rovinosa per lo Stato tedesco, che si unì ad un certo numero di diplomatici e militari ex nazisti, tra i quali Erich Kordt, Wolf-Heinrich von Helldorf e altri al gruppo di resistenza tedesco capitanato da Goerdeler, von Treskow e Helmuth James Graf von Moltke.
Insieme al capo dell'Abwehr, ammiraglio Wilhelm Canaris, e al capo di stato maggiore dell'esercito, il generale Ludwig Beck, Weizsäcker in quel momento non era necessariamente impegnato nel rovesciamento del regime, ma era vagamente alleato con un altro gruppo più radicale, la fazione "antinazista" incentrata sul colonnello Hans Oster e Hans Bernd Gisevius, che voleva usare la crisi come pretesto per l'esecuzione di un putsch per rovesciare il regime nazista.
In ogni caso, Weizsäcker fu promosso SS-Brigadeführer il 30 gennaio 1942.
Dopo la sconfitta tedesca nella battaglia di Stalingrado nel 1943 e la mutazione delle fortune belliche del Reich, su sua richiesta Weizsäcker abbandonò la carica di segretario di stato e fu nominato ambasciatore tedesco presso la Santa Sede, ufficio che mantenne dal 1943 al 1945.
Il barone continuò a servire il governo tedesco, presentando al Vaticano slogan anticomunisti, per sollecitare un'iniziativa di pace papale per fermare la guerra in Occidente in modo che la Germania potesse fermare  il comunismo a est.
Nello stesso tempo, come molti altri funzionari tedeschi, Weizsäcker tentò di utilizzare la carica detenuta per negoziare la sopravvivenza di alcuni segmenti del governo e di evitare la "resa incondizionata" della Germania: i suoi sforzi per sollevare il tema di "un governo di transizione" tedesco (e la probabilità del suo esserne membro), fallirono.
Improntata alla ambiguità e alla doppiezza  quindi fu la sua gestione diplomatica con il Vaticano durante l'occupazione tedesca di Roma: Weizsäcker fece ben poco per fermare la deportazione degli ebrei. Tuttavia, insistette che la città non ospitasse Roma basi militari tedesche, nel tentativo di scoraggiare i bombardamenti alleati della città. "I suoi messaggi e documenti a Berlino non erano altro che bugie", avrebbe detto in seguito il suo collega Albrecht von Kessel, perché in essi avrebbe volutamente dipinto papa Pio XII come mite, diplomatico, indeciso e filo-tedesco, allo scopo di aiutarlo
ma anche per evitare che una reazione anticattolica di Hitler infiammasse il sentimento antitedesco in Italia.
Inoltre furono proprio lui e il console a Vancouver, Georg Kostantin von Alvensleben, che elaborarono un'interessante modalità - probabilmente ispirata dall'ammiraglio Canaris - per permettere ai segreti diplomatici nazisti venuti in possesso dell'Abwehr di essere conosciuti  dagli alleati: da Berlino essi venivano spediti a Vancouver, da dove il console li mandava tramite telegrafo a Londra o a Washington. Il metodo fu poi supplito dai viaggi segreti di agenti della resistenza a Londra o a Stoccolma.

### Il processo
Durante gli ultimi anni di guerra Ernst fu però allontanato da tutte le cariche diplomatiche, e quando gli Alleati entrarono in Germania, si consegnò volontariamente al primo corpo britannico entrato a Paderborn, dove allora risiedeva. Inizialmente fu trattato come un prigioniero di carattere secondario; successivamente si venne a conoscenza del fatto che il barone fosse colpevole del permesso di internamento di numerosi ebrei francesi al campo di concentramento di Auschwitz e di aver permesso il mettere in atto della Legge Lutero, legge nazista che si rifaceva al trattato scritto da Martin Lutero contro gli ebrei, che aveva ispirato i nazisti. Inoltre fu riconosciuto come responsabile del lavoro di alcuni Einsatzgruppen in Ucraina, in modo particolare nelle regioni di Kiev e di Žitomir, dove furono rastrellati rispettivamente 2 000 e 33 000 ebrei, deportati poi nel campo di concentramento di Auschwitz.
Il barone fu processato a Norimberga durante il celebre processo della Wilhelmstrasse, insieme a Gustav Adolf Steengracht von Moyland, Wilhelm Keppler, Ernst Wilhelm Bohle, Edmund Veesenmayer, Emil Puhl, Otto Dietrich, Gottlob Berger, Woermann, Ritter, Lammers, Darré, Stuckart, Rasche, Schellenberg, Körner, Pleiger e Kherl.

### Gli ultimi anni
Venne condannato a dieci anni di carcere da scontare a Landsberg am Lech, ma la testimonianza di Fabian von Schlabrendorf, Gisevius e altri sopravvissuti della congiura del 20 luglio 1944, tra i quali anche la contessa Nina von Stauffenberg, e una successiva amnistia fecero liberare il barone, che si dedicò interamente allo scrivere una considerevole biografia nella quale proclamò le sue colpe e il suo pentimento.
Condusse un pellegrinaggio sulle tombe degli ebrei uccisi ad Auschwitz.

## Discendenza
Suo figlio Richard von Weizsäcker, tra l'altro, fu presidente della Repubblica Federale Tedesca; curò la pubblicazione delle memorie del padre e di altri romanzi dei quali l'ex diplomatico era stato autore, molti di questi ambientati durante la Belle Époque e rappresentanti il gusto di decadenza dell'epoca, caratterizzati dalla spettrale paura di una fine imminente del mondo dorato d'anteguerra.
Tra gli altri discendenti del barone di una certa rilevanza vi furono Carl Friedrich von Weizsäcker, fisico e filosofo, Ernst Ulrich von Weizsäcker, politico del Partito Socialdemocratico di Germania, Marianne von Weizsäcker, giornalista, e Robert Klaus von Weizsäcker.